# Enclos paroissial de Plougastel-Daoulas
L'enclos paroissial de Plougastel-Daoulas était un enclos paroissial situé dans la commune de Plougastel-Daoulas (Finistère, Bretagne). Il inclut l'église Saint-Pierre et un calvaire. Le calvaire est classé monument historique en 1889. L'ossuaire et l'enclos ont été détruits et le cimetière a été déplacé.

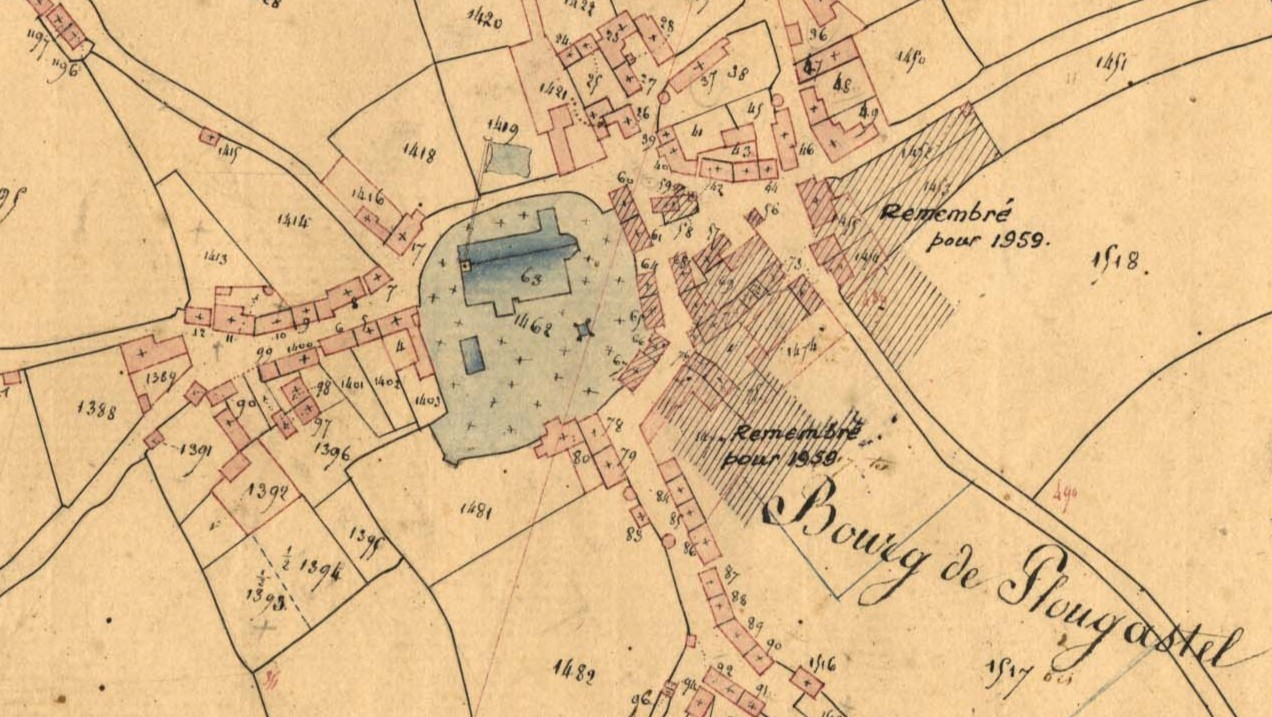
Plan de l'enclos en 1826. 1463 : l'église qui sera reconstruite ; 1462 : cimetière, dans lequel on identifie le calvaire à droite et l'ossuaire (détruit) à gauche.

## Les éléments de l'enclos

### L'église
Une église du XVIIe siècle a été reconstruite en 1870-1872 sur les plans de Joseph Bigot. Elle a été fortement endommagée en 1944, puis restaurée en 1950.

## Galerie

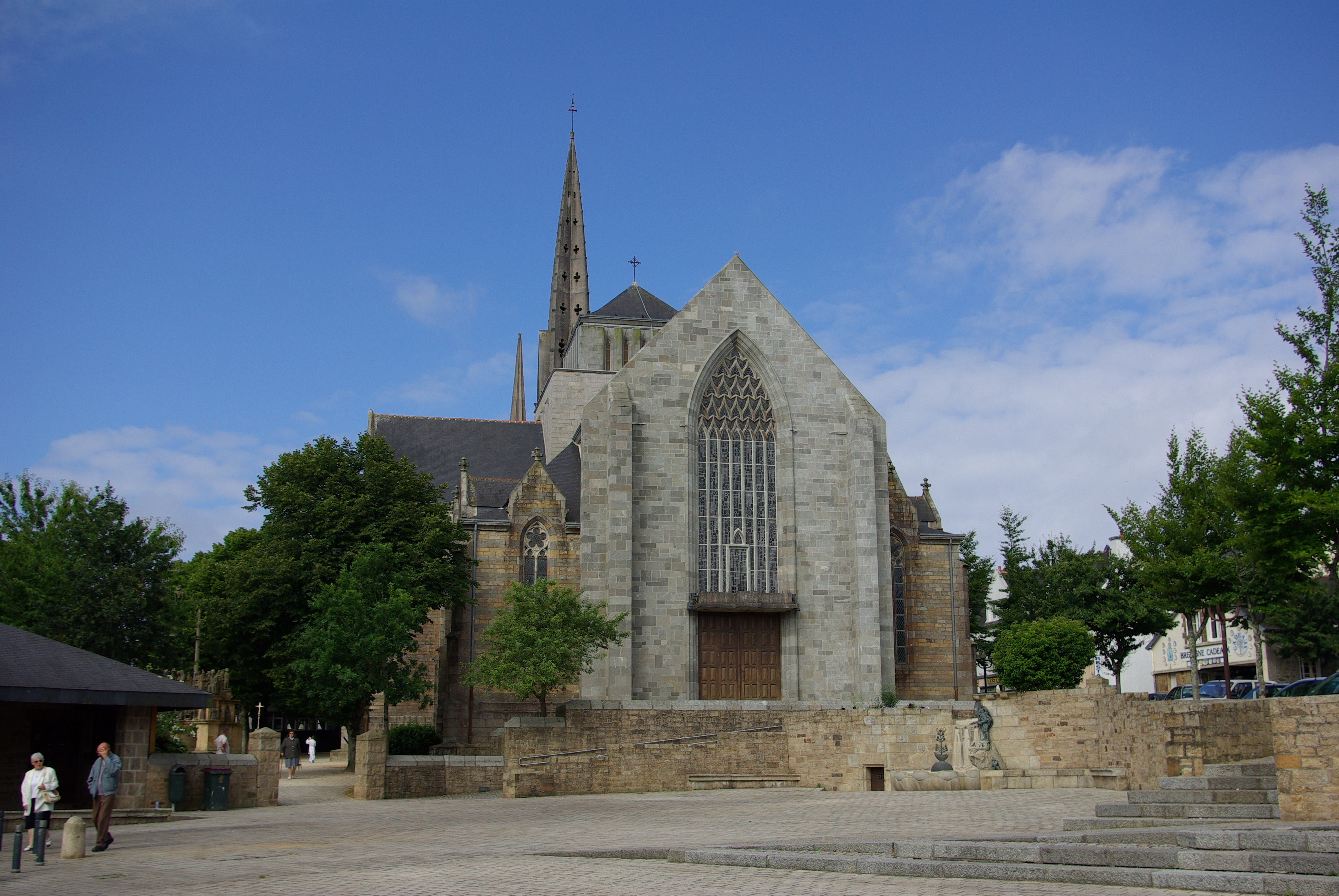
L'église.
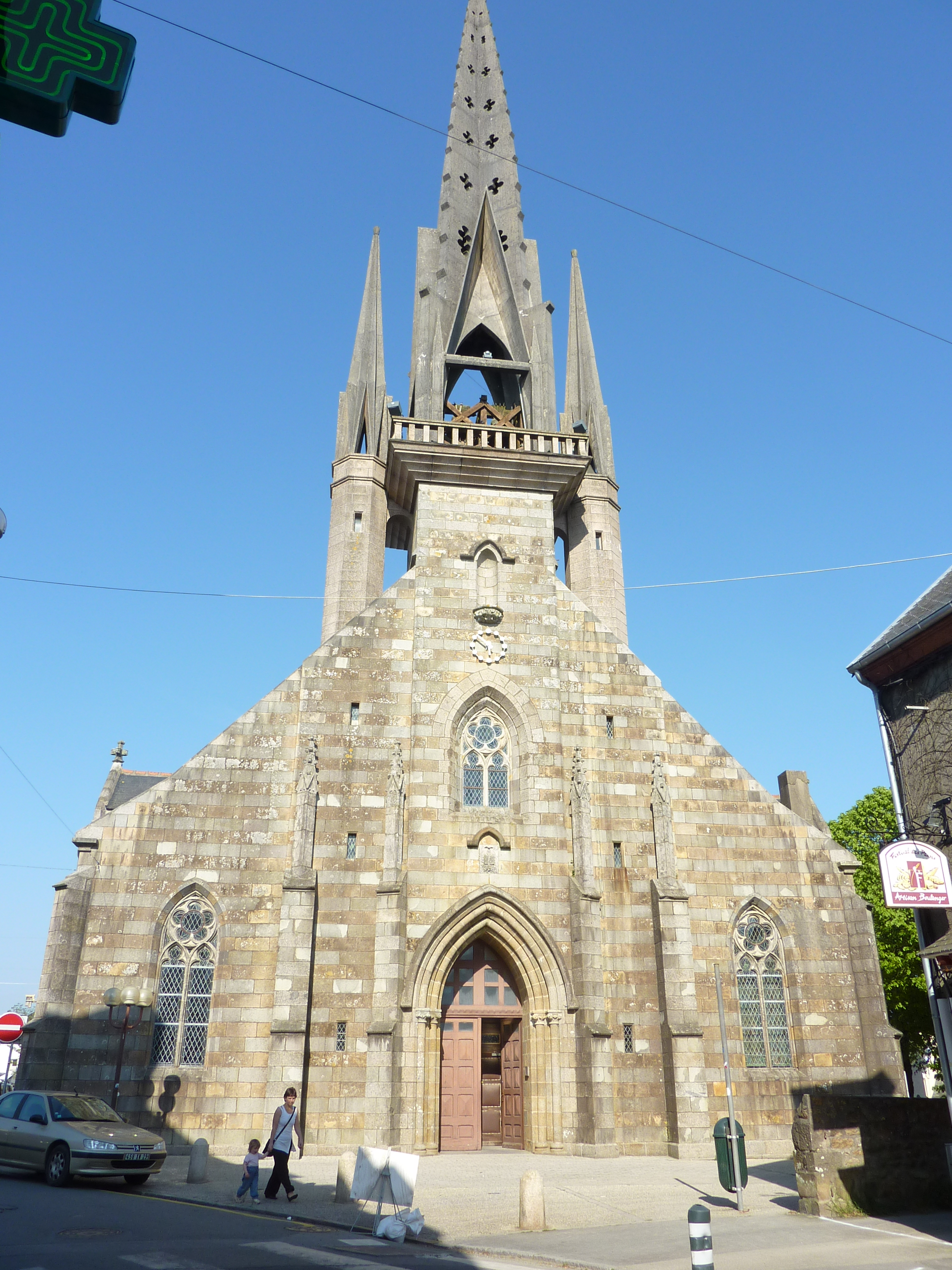
Façade occidentale de l'église.
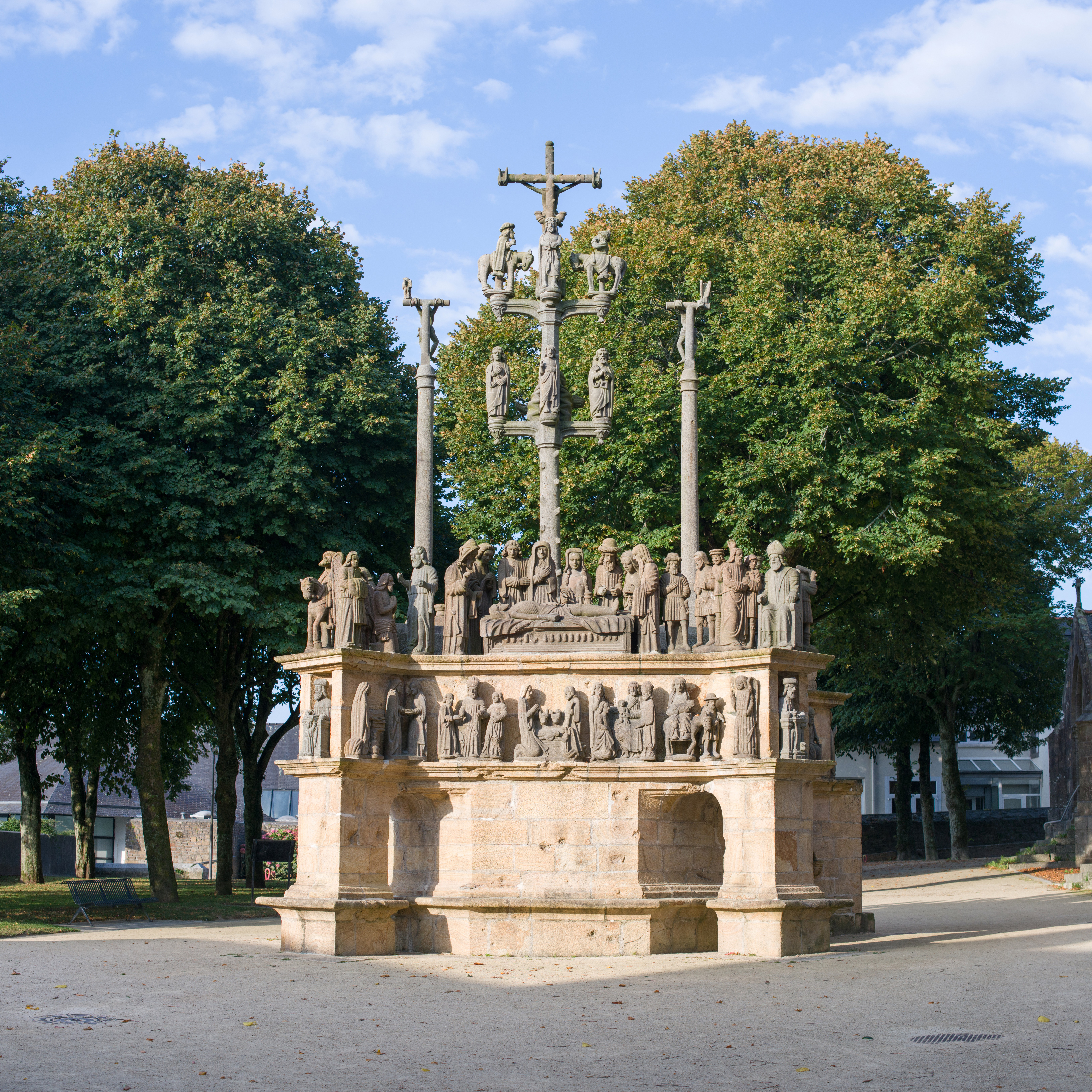
Le calvaire.
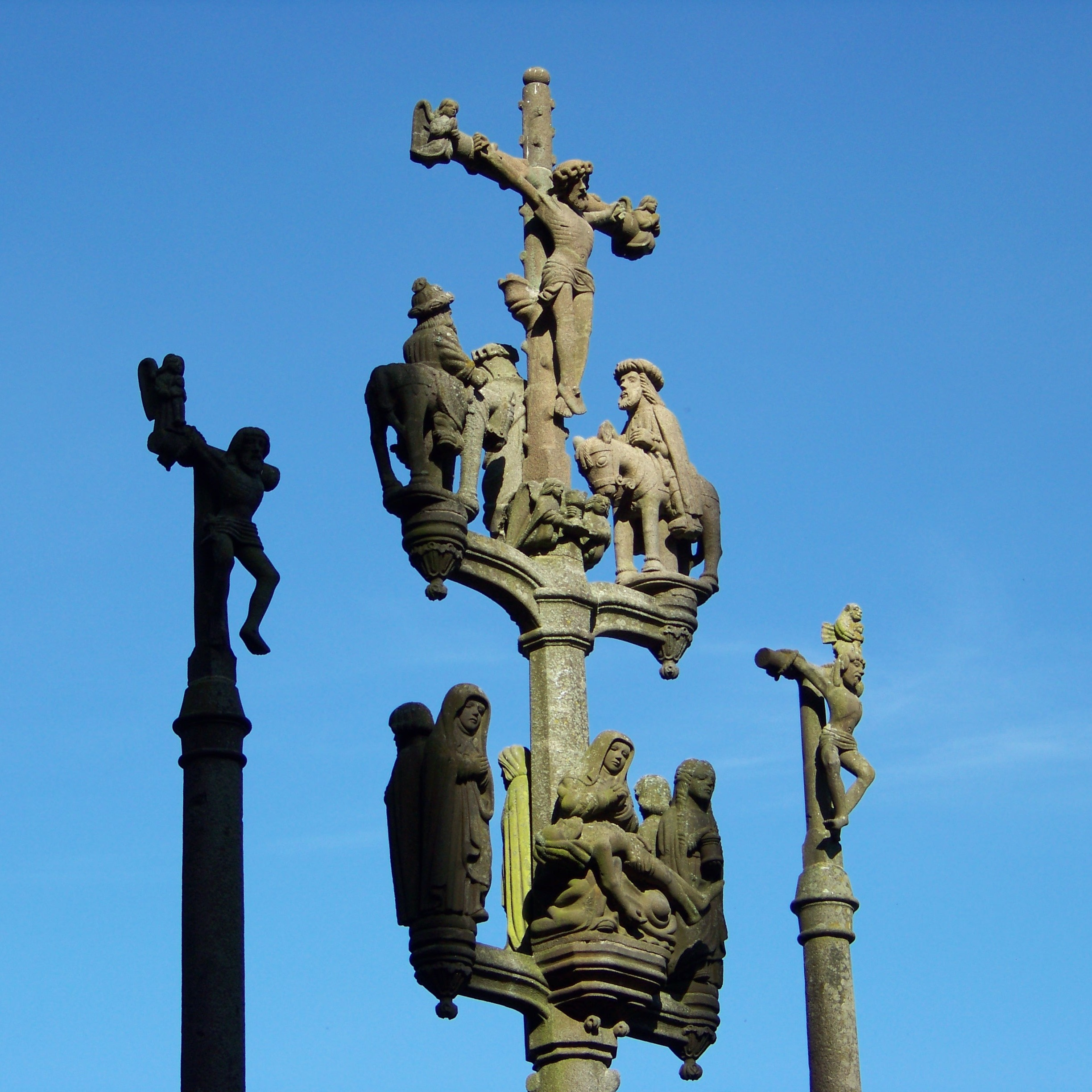
Détail du calvaire, partie haute.
Détail du calvaire, partie basse.